# Communauté de communes Terres de Perche
Die Communauté de communes Terres de Perche ist ein französischer Gemeindeverband mit der Rechtsform einer Communauté de communes im Département Eure-et-Loir in der Region Centre-Val de Loire. Der Gemeindeverband wurde am 1. Januar 2017 gegründet und umfasst 22 Gemeinden (Stand: 1. Januar 2019). Der Verwaltungssitz befindet sich im Ort La Loupe.

## Historische Entwicklung
Der Gemeindeverband entstand mit Wirkung vom 1. Januar 2017 durch die Fusion der Vorgängerorganisationen
- Communauté de communes des Portes du Perche und
- Communauté de communes du Perche Thironnais

unter Zugang der Gemeinde Frazé aus der aufgelassenen Communauté de communes du Perche Gouët.
Zum 1. Januar 2019 gingen die ehemalige Gemeinde Coudreceau in die Commune nouvelle Arcisses auf, die ehemaligen Gemeinden Saint-Denis-d’Authou und Frétigny bildeten die Commune nouvelle Saintigny. Dadurch verringerte sich die Anzahl der Mitgliedsgemeinden auf 22.

## Mitgliedsgemeinden
| Gemeinde                                | Einwohner 1. Januar 2022 | Fläche km² | Dichte Einw./km² | Code INSEE | Postleitzahl |
| --------------------------------------- | ------------------------ | ---------- | ---------------- | ---------- | ------------ |
| Belhomert-Guéhouville                   | 811                      | 10,95      | 74               | 28033      | 28240        |
| Champrond-en-Gâtine                     | 733                      | 33,68      | 22               | 28071      | 28240        |
| Chassant                                | 304                      | 4,46       | 68               | 28086      | 28480        |
| Combres                                 | 553                      | 14,9       | 37               | 28105      | 28480        |
| Fontaine-Simon                          | 887                      | 16,88      | 53               | 28156      | 28240        |
| Frazé                                   | 488                      | 27,55      | 18               | 28161      | 28160        |
| Happonvilliers                          | 309                      | 18,96      | 16               | 28192      | 28480        |
| La Croix-du-Perche                      | 148                      | 12,5       | 12               | 28119      | 28480        |
| La Loupe                                | 3.230                    | 7,27       | 444              | 28214      | 28240        |
| Les Corvées-les-Yys                     | 327                      | 13,51      | 24               | 28109      | 28240        |
| Manou                                   | 606                      | 13,38      | 45               | 28232      | 28240        |
| Marolles-les-Buis                       | 207                      | 13,08      | 16               | 28237      | 28400        |
| Meaucé                                  | 499                      | 11,33      | 44               | 28240      | 28240        |
| Montireau                               | 136                      | 10,1       | 13               | 28264      | 28240        |
| Montlandon                              | 254                      | 2,87       | 89               | 28265      | 28240        |
| Nonvilliers-Grandhoux                   | 431                      | 21,61      | 20               | 28282      | 28120        |
| Saint-Éliph                             | 833                      | 23,46      | 36               | 28335      | 28240        |
| Saintigny                               | 934                      | 45,22      | 21               | 28331      | 28480        |
| Saint-Maurice-Saint-Germain             | 484                      | 12,19      | 40               | 28354      | 28240        |
| Saint-Victor-de-Buthon                  | 509                      | 27,72      | 18               | 28362      | 28240        |
| Thiron-Gardais                          | 972                      | 13,46      | 72               | 28387      | 28480        |
| Vaupillon                               | 461                      | 12,47      | 37               | 28401      | 28240        |
| Communauté de communes Terres de Perche | 14.116                   | 367,55     | 38               | –          | –            |